# هانز ليوي
هانز ليوي (20 أكتوبر 1904 - 23 أغسطس 1988) عالم رياضيات أمريكي يهودي المولد، اشتهر بعمله في المعادلات التفاضلية الجزئية وعلى نظرية الدالة لعديد من المتغيرات المعقدة.